# زن زناکار (فیلم ۱۹۷۳)
«زن زناکار» (انگلیسی: The Adulteress (1973 film)) یک فیلم است که در سال ۱۹۷۳ منتشر شد. از بازیگران آن می‌توان به تاین دالی اشاره کرد.